# Історичні назви шахт

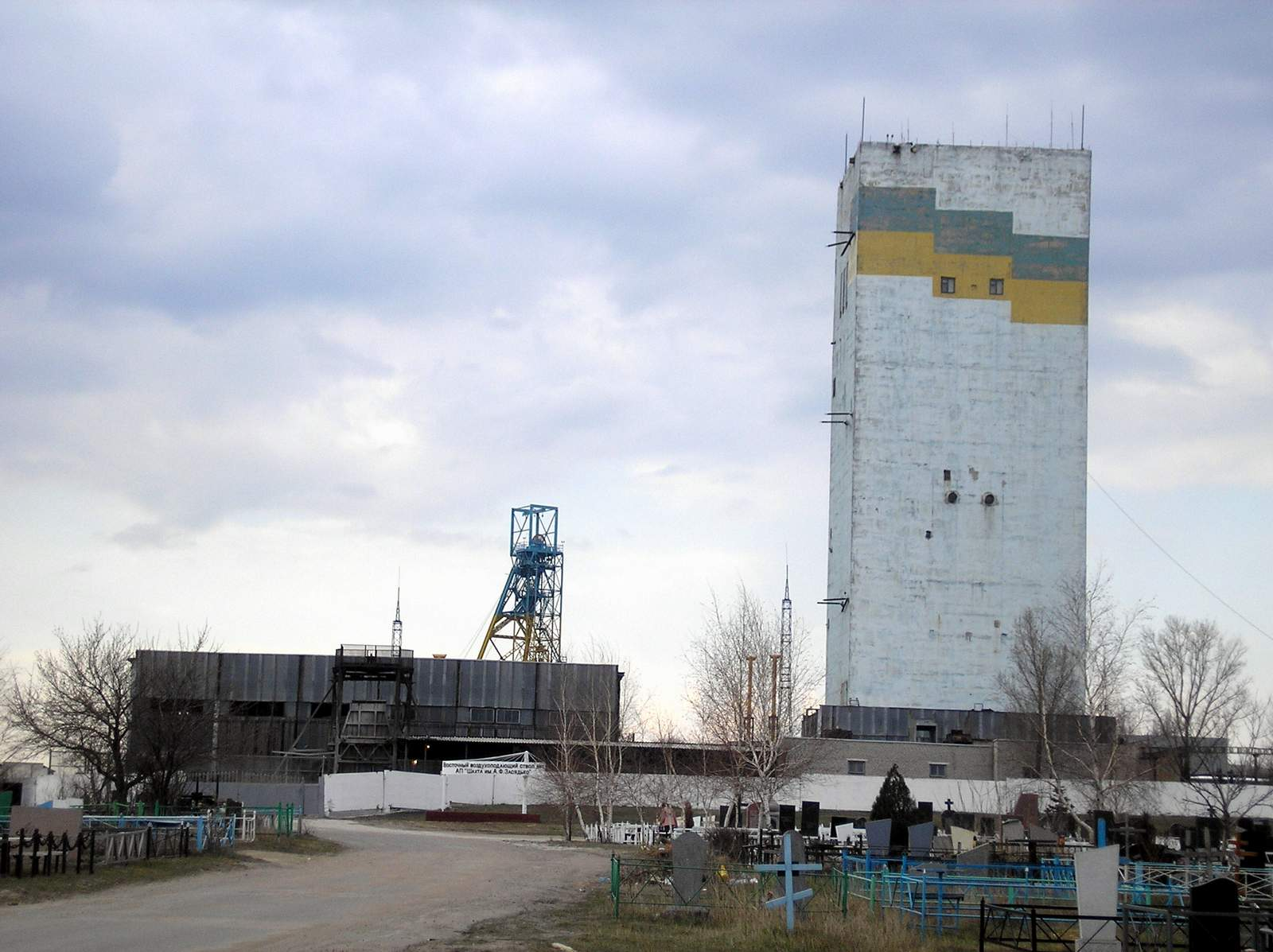
Східний ствол шахти Засядька (Україна). Донбас. Названа на честь О.Засядька (1910—1963), державного діяча, міністра вуглепрому СРСР (з 1949).

Горлівка, Донецької обл.

Історичні назви шахт — як правило, формуються за іменами першовідкривачів, іменами відомих діячів (політиків, власників шахт), а також затопонімічними (географічними) ознаками тощо.
Георгій Агрікола у своїй фундаментальній праці «Про гірничу справу і металургію» (De Re Metallica), виданій в 1556 р. так описує назви шахт і штолень:
| Знайденим жилам, рівно як і шахтам або штольням, дають назви або за ім’ям першовідкривачів, як, наприклад, «Келерґанг» (“Вуглярський хід”) в Аннаберзі, відкритий одним вуглярем, або за власниками, як, наприклад “Ґейр” в Яхимові, від прізвища Ґейрів, співвласників місцевих рудників, або за корисною копалиною, що добувається в них, як, наприклад, “Плейґанг” (“Свинцевий хід”) – за свинцем, що добувається тут і “Бісмутовий хід” в, Шнееберзі – за бісмутом. Або ж їх називають відображаючи ту обставину, яка привела до виявлення корисного родовища, як, наприклад, “Багата Галька” в Яхимові, яку оголив гірський потік. Частіше, однак, першовідкривачі називають рудні жили і особливо копальні за відомими іменами, як, наприклад, “Німецький кайзер”, “Аполлон”, “Янус”, або дають їм назви тварин, як, наприклад, “Лев”, “Ведмідь”, “Баран”, “Корова”, або неживих предметів, як, наприклад, “Срібна Скринька”, “Воловник”, або дають рудникам які-небудь інші назви, як, наприклад, “Пожирач дурнів”, або, нарешті, назва, вказує яку-небудь добру ознаку, як наприклад, “Божий дар”. Цей звичай давати ті або інші назви рудним жилам, шахтам, штольням існує з давніх часів, як про це пише Пліній: “Дивно, що в Іспанії досі зберігається копальні, закладені ще при Ганнібалі. Вони носять назви, які їм дали ще відкривачі цих родовищ. Одна з них, що давала Ганнібалу по триста фунтів срібла на день, до цього дня називається Бебело”. |
Назви шахт в Україні здебільшого мають технічне, географічне, історичне і політичне походження, наприклад: “Шахта ім. О.Ф.Засядько”, ДВАТ «Шахта «Надія», ВАТ "Вугільна компанія "Шахта «Красноармійська-Західна» № 1, ДВАТ «Шахта Південнодонбаська № 1 ім. Героїв 9-ї стрілецької дивізії», ДВАТ «Шахта Південнодонбаська № 3», ДВАТ «Шахта «Бутовка-Донецька», Шахта № 17-17 «біс»., ДВАТ «Шахта ім. Гайового», ДВАТ «Шахта «Новодзержинська», Шахта «Родіна», ДВАТ «Шахта ім. Кірова», ДВАТ "Шахта «Перевальська», ДП «Шахта «Україна», ДП «Вугільна компанія "Шахта "Краснолиманська"», ДП «Шахта «Краснодарська-Південна», ВАТ “Шахта “КОМСОМОЛЕЦЬ ДОНБАСУ”.